# Platyptilia sabius
Platyptilia sabius là một loài bướm đêm thuộc họ Pterophoridae. Loài này có ở Cộng hòa Dân chủ Congo, Ethiopia, Nam Phi và Tanzania.